# Obwód wschodniokazachstański
Obwód wschodniokazachstański (kaz. Шығыс Қазақстан облысы, ros. Восточно-Казахстанская область) – obwód we wschodniej części Kazachstanu o powierzchni 283 300 km² i ludności 1 442 000 mieszkańców. Jego stolicą jest Ust-Kamienogorsk. Graniczy od północy z Rosją, od wschodu z Chinami, od północnego zachodu z obwodem pawłodarskim, od zachodu z obwodem karagandyjskim i od południa z obwodem ałmackim. Przeważającą część zajmują pasma Ałtaju (w północno-wschodniej części najwyższy szczyt Biełucha, 4506 metrów). Klimat obwodu można określić jako umiarkowany, wybitnie kontynentalny. Występuje tu gęsta sieć rzek (Irtysz i jego dopływy). Podstawą gospodarki jest górnictwo i hutnictwo metali nieżelaznych (ołów, cynk, miedź, tytan), znaczną rolę odgrywa także uprawa zbóż i hodowla. Na Irtyszu rozlokowane są elektrownie wodne.

## Rejony
- rejon Abaj
- rejon Ajagöz
- rejon Ałtaj
- rejon Beskaragaj
- rejon Borodulicha
- rejon Głubokoje
- rejon Katonkaragaj
- rejon Kökpekty
- rejon Kürszym
- rejon Szemonaicha
- rejon Tarbagataj
- rejon Ułan
- rejon Ürżar
- rejon Zajsan
- rejon Żarma